# Erioptera subfurcifer
Erioptera subfurcifer là một loài ruồi trong họ Limoniidae. Chúng phân bố ở miền Tân bắc.